# Survive (gruppo musicale)
I Survive sono un gruppo musicale elettronico synthwave statunitense formatosi ad Austin nel 2009 e composto da Kyle Dixon, Michael Stein, Mark Donica e Adam Jones.

## Storia
I Survive hanno goduto di una seguito definito "di nicchia" nella scena musicale elettronica di Austin, finché nel 2014 i loro brani Hourglass e Omniverse, dal loro primo album in studio mnq026 (2012), non sono stati utilizzati nel film horror The Guest. Ciò ha portato Dixon e Stein ad essere scelti dai registi Matt e Ross Duffer per comporre le musiche della serie televisiva di Netflix Stranger Things, comprese quelle della sigla, per le quali i due sono stati candidati ai Grammy ed hanno ricevuto il premio Emmy per il miglior tema musicale originale nel 2017.
La popolarità della serie ha fatto scoprire i Survive a un pubblico più ampio, mentre Dixon e Stein hanno continuato a dedicarsi in solitario alla composizione di colonne sonore per il cinema e la televisione.

## Discografia

### Album in studio
- 2012 – mnq026
- 2012 – HD009
- 2016 – RR7349
- 2018 – RR7400: LA041717

### Colonne sonore(solo Kyle Dixon & Michael Stein)

#### Stranger Things
- 2016 – Stranger Things, Vol. 1
- 2016 – Stranger Things, Vol. 2
- 2017 – Stranger Things 2
- 2018 – Stranger Things: Halloween Sounds from the Upside Down
- 2019 – Stranger Things 3
- 2022 – Stranger Things 4, Vol. 1
- 2022 – Stranger Things 4, Vol. 2

#### Altre
- A Different Beyond, regia di Matthew Libatique – cortometraggio (2018)
- Native Son, regia di Rashid Johnson (2019)
- Butterfly – miniserie TV, 3 puntate (2019)
- Silicon Valley - La valle del boom (Valley of the Boom) – miniserie TV, 6 puntate (2019)
- El hoyo en la cerca, regia di Joaquín del Paso (2021)
- Perdidos en la noche, regia di Amat Escalante (2023)

## Riconoscimenti
- Premio Emmy
  - 2017 – Miglior tema musicale originale per Stranger Things
- Premio Grammy
  - 2017 – Candidatura alla migliore colonna sonora per un media visivo per Stranger Things, Vol. 1 & 2
- Premio Ariel
  - 2022 – Candidatura alla migliore colonna sonora originale per El hoyo en la cerca